# Q-Chord
Das Q-Chord ist ein elektronisches Musikinstrument, das seit 2001 von Suzuki Musical Instruments hergestellt wird. Es ist der Nachfolger des sogenannten Omnichords.

## Bedienung

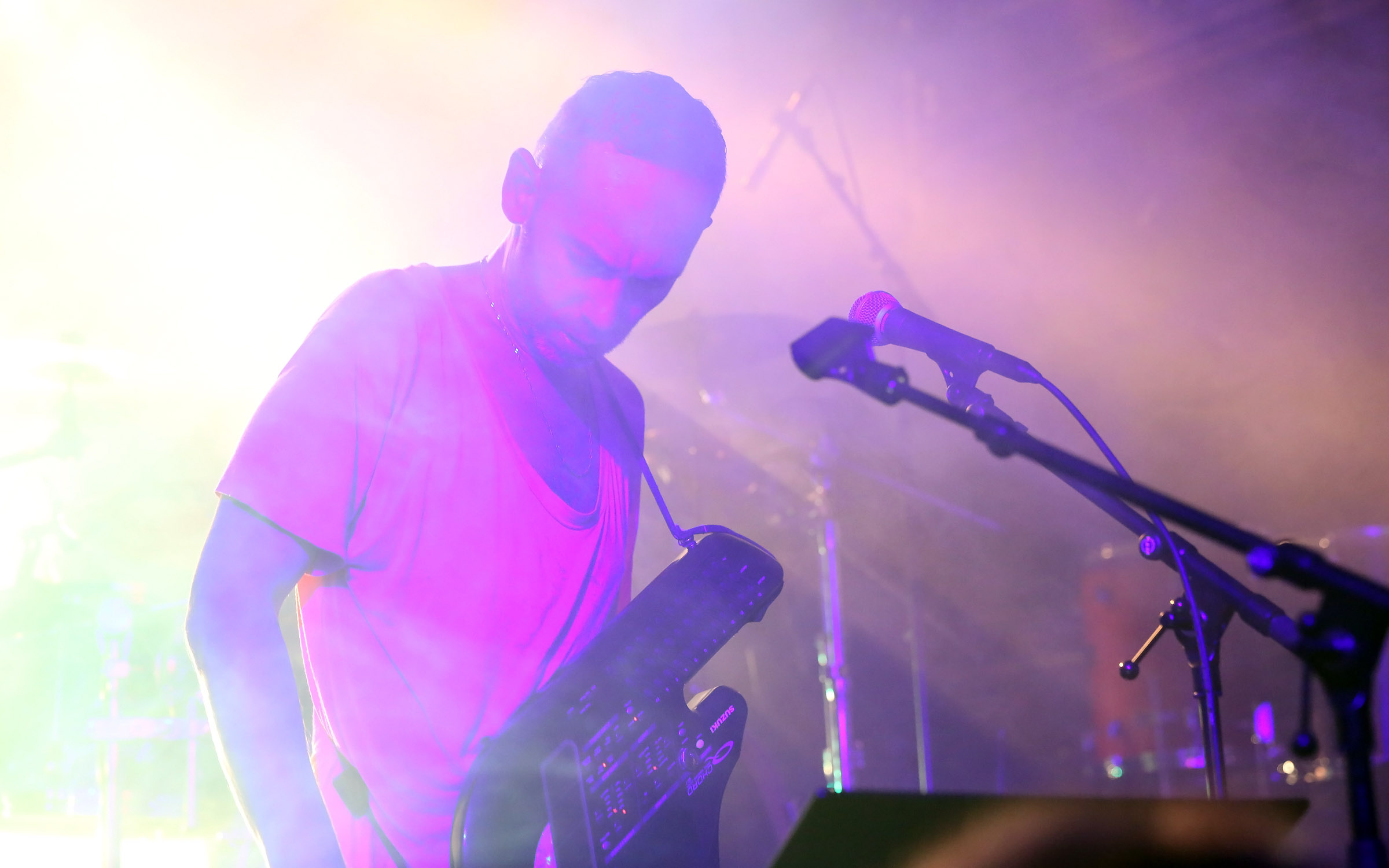
I-Wolf mit einem Suzuki Q-Chord

Die Bedienung erfolgt durch Drücken von Tasten, die Grundtöne oder Akkorde vorgeben, und einen berührungsempfindlichen Sensor (Strumplate). Dieser Sensor ermöglicht das Auslösen sowohl einzelner Töne als auch durch das Darüberstreichen das mehrerer Töne ähnlich wie bei einer Zither oder Harfe. Durch die Auswahl an Akkorden ergibt sich eine der Gitarre vergleichbare Spielweise. Die Strumplate umfasst vier Oktaven. Weiterhin bieten die Instrumente eine rhythmische Begleitautomatik an. Diese hat beim Q-Chord den typischen Sound elektronischer Klangerzeuger zu Zeiten der achtziger Jahre, so wie er etwa auch in den kleinen Keyboards der Firma Casio zu finden war.

## Anschlüsse
Das Q-Chord verfügt sowohl über MIDI-in- als auch über MIDI-out-Anschlüsse. Eine entsprechende MIDI-out-Schnittstelle findet sich auch bei den Omnichord-Modellen OM200m und OM300.

## Verbreitung
Sowohl Omnichord als auch Q-Chord sind, im Gegensatz zum angelsächsischen Raum, im deutschsprachigen Raum sehr wenig verbreitet.